# Wikia Green
Green Wikia (česky Zelená Wikia) je název webové encyklopedie se svobodným (otevřeným) obsahem, na jejíž tvorbě spolupracují dobrovolní přispěvatelé z celého světa. Jejím cílem je tvorba a celosvětové šíření volně přístupných encyklopedických informací z oboru ekologie, životního prostředí a udržitelného způsobu života.
Green Wikia vznikla v březnu 2008 a jako začínající projekt má zatím pouze necelých 1000 příspěvků. Zastřešuje ho komerční firma Wikia Jimmyho Walese, známého založením projektu Wikipedie. Společnost Wikia provozuje několik tematických encyklopedií tohoto charakteru včetně např. známé Necyklopedie, satirické "encyklopedie" parodující právě Wikipedii. Jimmy Wales byl k založení této encyklopedie motivován rozhovorem se zeleným aktivistou a politikem Alem Gorem, který mu toto navrhl.
Green Wikia funguje na principu tzv. wiki, což znamená, že nový článek může vložit a takřka libovolný článek může změnit (ať už pouze opravit překlep, zkorigovat věcnou chybu, článek výrazně rozšířit nebo zcela přepsat) takřka kdokoli s přístupem na web. Tato otevřenost ovšem s sebou nese také riziko nepřesností či vandalismu.
Green Wikia podle prohlášení na úvodní stránce buduje pro obyvatele Země nejlepší zdroj informací pro učení se o životním prostředí a o více udržitelném způsobu života. Texty jsou psány ze "zeleného" úhlu pohledu a dávají tématu mnohem větší prostor než obecné encyklopedie, jako třeba Wikipedie. Nevýhodou je tedy nízká reflexe alternativních názorů.
Encyklopedie má zatím pouze jednu, anglickou jazykovou mutaci. Běží stejně jako např. Wikipedie na svobodném systému MediaWiki.
Dalšími tematicky podobnými či souvisejícími encyklopediemi pak jsou například Appropedia nebo Open Source Ecology.